# Exoprosopa temnocera
Exoprosopa temnocera är en tvåvingeart som beskrevs av Mario Bezzi 1924. Exoprosopa temnocera ingår i släktet Exoprosopa och familjen svävflugor.
Artens utbredningsområde är Etiopien. Inga underarter finns listade i Catalogue of Life.